# Goriaczij Klucz
Goriaczij Klucz, Goriaczy Klucz (ros. Горячий Ключ) – miasto w Rosji, w Kraju Krasnodarskim. Kurort balneologiczny od 1864 - jeden z najstarszych na Kaukazie.
Przez teren miasta przechodzi droga Krasnodar-Dżubga, a położone jest 42 km od Krasnodaru i 67 km od Dżubgi. Znajduje się tu też stacja kolejowa przesiadkowa z Krasnodaru i Tuapse nad wybrzeże Morza Czarnego.
Kurort powstał w 1864 roku jako szpital wojenny, od 1965 status miasta.